# Jan Decleir
Pour les articles homonymes, voir Decleir.
Jan Decleir, né le 14 février 1946 à Niel (province d'Anvers), est un acteur belge.

## Biographie
Jan Decleir débute au cinéma avec Mira de Fons Rademakers, joue dans Daens de Stijn Coninx qui est nommé pour l'Oscar du meilleur film en langue étrangère, joue dans Antonia de Marleen Gorris et Karakter de Mike van Diem qui reçoivent cet Oscar et est reconnu sur le plan international.
Après ses études en Beaux-Arts, Jan Decleir étudie et se forme à l’art dramatique au Hoger Instituut voor Dramatische Kunst Studio Herman Teirlinck et joue dans une trentaine de films, encore inconnus du grand public. Nombre d'entre eux sont réalisés pour la télévision.
Il interprète un rôle dans un film de Roland Verhavert réalisé et scénarisé en 1972, Rolande à la mèche folle ou La Chronique d’une passion, d’après le roman Rolande met de bles d'Herman Teirlinck, avec Élizabeth Teissier du Cros et Liliane Vincent.
En 1973, Jan Decleir interprète le premier rôle dans un autre film de Roland Verhavert Le Conscrit, où il tient un autre de ses rôles qui évoque l'histoire de Jan Braems, un paysan appelé sous les drapeaux et de sa fiancée Katrien. Fin juin 1974, ce film est sélectionné pour la Berlinale et récompensé par la médaille du CIDALC du comité international pour la propagation de l'art et de la littérature par le cinéma.
En 1978, il joue un petit rôle dans Une page d'amour de Maurice Rabinowicz, un des films les plus importants du cinéma belge, selon Sélim Sasson.
En 1982, il joue un de ses plus grands rôles dans Tijd om gelukkig te zijn (Du temps pour être heureux) de Frans Buyens dans lequel il joue le rôle d'un Bruxellois qui apprend à vivre avec le chômage.
On remarque aussi Jan Decleir dans Toute une nuit (1982) de Chantal Akerman et Camping Cosmos (1996) de Jan Bucquoy.
Jan Decleir a refusé de jouer dans Eyes Wide Shut de Stanley Kubrick et un rôle de méchant dans Le monde ne suffit pas (James Bond) car il préférait se consacrer à des projets théâtraux.
Il a été professeur au Studio Herman Teirlinck à Anvers mais, après douze ans, il a démissionné parce que les moyens limités ne pouvaient plus garantir un enseignement de qualité.
En 2009, il interprète le père de Sœur Sourire (Cécile de France) dans le film de Stijn Coninx.
Jan Decleir a trois enfants, Flor, Jenne et Sophie.

## Filmographie

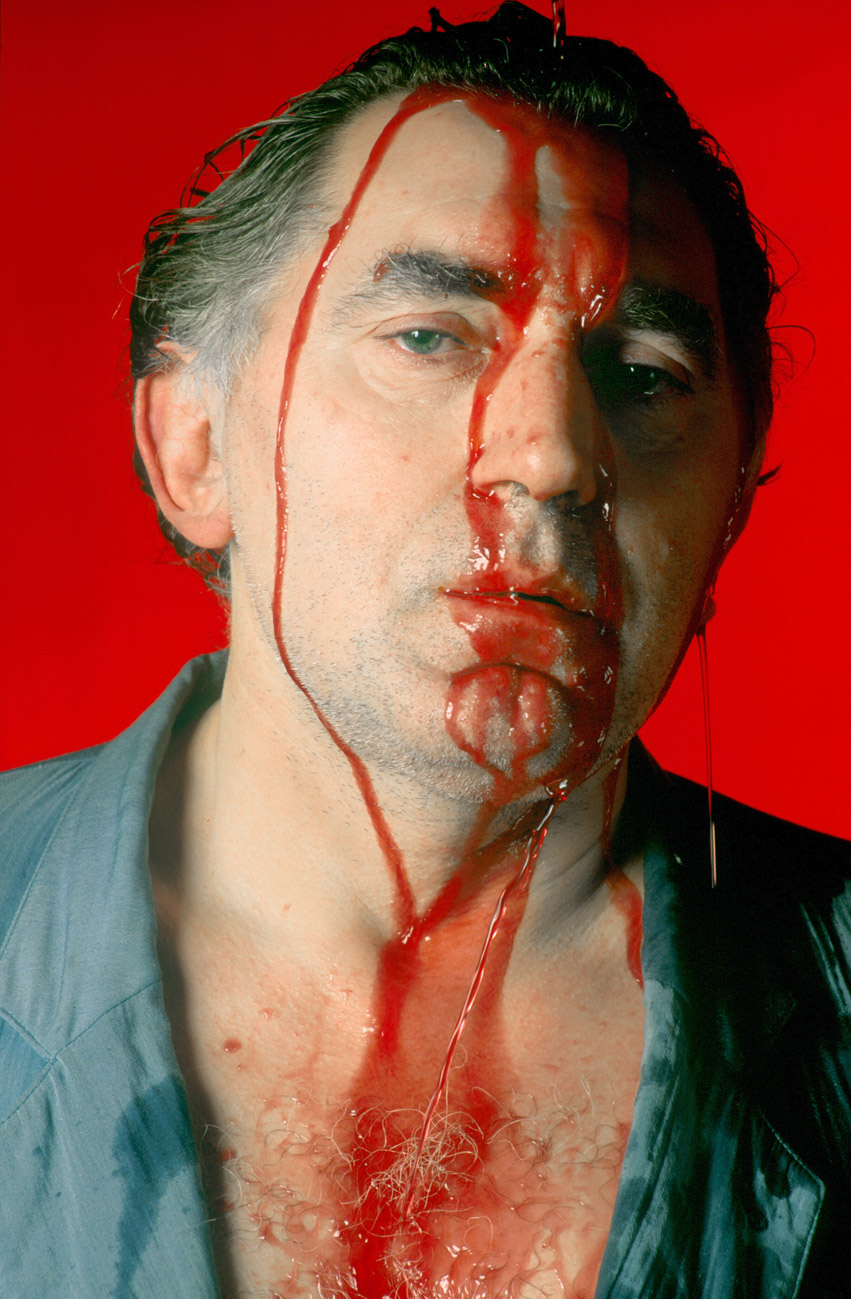
Jan Decleir (1993)
(photo Michiel Hendryckx)

### Au cinéma
- 1966 : Heeft geleden onder Pontius Pilatus
- 1968 : Geboorte en dood van Dirk Vandersteen jr.
- 1968 : Het huis met de maskers
- 1968 : De Meeuw
- 1969 : Klucht van de brave moordenaar
- 1969 : Koning Lear
- 1969 : Het Helleschip
- 1970 : Zeven miljoen molekulen
- 1971 : De Familie Tot
- 1971 : Mira (ou Mira, of De teleurgang van de Waterhoek)
- 1971 : August, August, August
- 1972 : Rolande à la mèche folle ou la Chronique d'une passion (Rolande met de bles) de Roland Verhavert
- 1973 : Le Conscrit de Roland Verhavert
- 1974 : De Vrek
- 1974 : Verloren maandag
- 1975 : Pont brûlé (en néerlandais : Verbrande brug)
- 1976 : Pallieter de Roland Verhavert
- 1976 : De man in de rok en de man zonder
- 1976 : Niet alle dieven komen ongelegen
- 1976 : Als schilders konden spreken
- 1978 : Une page d'amour de Maurice Rabinowicz
- 1978 : Doodzonde
- 1979 : Les Cobayes (De proefkonijnen) de Guido Henderickx : Jef
- 1979 : Grueten broos
- 1981 : Le Grand Paysage d'Alexis Droeven de Jean-Jacques Andrien
- 1981 : Twee vorstinnen en een vorst
- 1982 : Du temps pour être heureux de Frans Buyens
- 1982 : Het verleden
- 1982 : Toute une nuit de Chantal Akerman
- 1982 : Maria Danneels (of het leven dat we droomden)
- 1984 : Zware jongens de Robbe De Hert
- 1985 : De Leeuw van Vlaanderen (1985) de Hugo Claus
- 1986 : La Famille Van Paemel (Het gezin van Paemel) (1986)
- 1988 : De Tijger
- 1988 : Het eerste mirakel van kindeke Jesus
- 1990 : Le Sacrement (Het sacrament) de Hugo Claus
- 1990 : Koko Flanel de Stijn Coninx et Jef Van de Water
- 1990 : Dilemma
- 1993 : Anchoress
- 1993 : Daens de Stijn Coninx
- 1993 : Beck - De gesloten kamer
- 1995 : Antonia et ses filles de Marleen Gorris
- 1996 : Camping Cosmos de Jan Bucquoy
- 1997 : Karakter de Mike van Diem
- 1998 : S.
- 1999 : Taming the Floods
- 1999 : Retour Den Haag
- 1999 : Molokai
- 1999 : Shades
- 1999 : Kruimeltje
- 1999 : Crinière au vent, une âme indomptable (Running free)
- 2000 : Lijmen/Het Been
- 2000 : Mariken
- 2000 : De Omweg
- 2001 : De Verlossing
- 2002 : Villa des roses de Frank Van Passel
- 2002 : Hop
- 2003 : Brush with Fate
- 2003 : Rosenstrasse
- 2003 : SuperTex
- 2003 : Till Eusterspiegel
- 2003 : Vlucht der verbeelding
- 2003 : De Zaak Alzheimer
- 2003 : L'Autre
- 2003 : De passievrucht
- 2004 : Edelweißpiraten
- 2004 : De Kus
- 2005 : Off screen
- 2005 : Een ander zijn geluk de Fien Troch
- 2005 : Verlengd weekend
- 2005 : Het Paard van Sinterklaas
- 2005 : Crusade in jeans
- 2007 : Pas sérieux s'abstenir[4] (Man zkt vrouw)
- 2007 : Blind de  Tamar van den Dop
- 2007 : Firmin de Dominique Deruddere :
- 2008 : Loft
- 2009 : Lemo
- 2009 : Sœur Sourire
- 2009 : Les Barons de Nabil Ben Yadir
- 2009 : Ob ihr wollt oder nicht!
- 2010 : Smoorverliefd
- 2010 : De schaduw van Bonifatius
- 2011 : Marieke, Marieke
- 2011 : Nova Zembla de Reinout Oerlemans
- 2014 : L'amour à vol d'oiseau de  Dominique Deruddere
- 2015 : Wat mannen willen de Filip Peeters
- 2017 : Angle mort de Nabil Ben Yadir
- 2018 : Ne tirez pas (Niet schieten) de Stijn Coninx
- 2023 : Wil

### À la télévision flamande
- 1971 : Keromar
- 1972 : Les Évasions célèbres, épisode Jacqueline de Bavière : Gloucester
- 1976 : Sil de strandjutter
- 1986 : Adriaen Brouwer
- 1988 : Klein Londen, Klein Berlijn
- 1993 : Moeder, waarom leven wij ?
- 1993 : Dag Sinterklaas
- 1995 : Ons geluk
- 1995 : Gaston Berghmans Show
- 1996 : Kulderzipken
- 1997 : Diamant
- 2000 : Grote boze wolf show
- 2001 : Stille waters
- 2001 : De 9 dagen van de gier
- 2002 : Meiden van De Wit
- 2005 : Koning van de wereld
- 2005 : Als 't maar beweegt
- 2005 : De kavijaks
- 2017 : Tytgat Chocolat

## Distinctions
- 1990 : Prix Joseph Plateau : Meilleur acteur
- 1993 : Prix Joseph Plateau : Meilleur acteur
- 1997 : Prix Joseph Plateau : Meilleur acteur
- 2003 : Prix Joseph Plateau : Meilleur acteur
- 2005 : Mira d'or
- Magritte du cinéma 2011 : Magritte du meilleur acteur dans un second rôle pour Les Barons